# David Hunt Linder
David Hunt Linder (24 de septiembre de 1899 - 10 de noviembre de 1946) fue un profesor y botánico estadounidense. Sus padres, así como su tío, W.G. Farlow, le inculcaron el amor por la botánica en la casa de la familia con un invernadero, invernadero, jardines con hortalizas y flores. El Dr. Farlow murió mientras era estudiante, pero quedan cartas que demuestran que intercambiaron ideas sobre la identidad de los hongos, incluso antes de que Linder obtuviera su pregrado.
Linder recibió su doctorado en Harvard en 1926. Su primer cargo fue como profesor de Botánica en la Universidad George Washington donde se reunió con la orquideóloga Elinor Alberts, con quien se casó.
Luego regresó a su alma mater en 1931, para convertirse en un profesor asistente en botánica y en criptógamas. Comenzó su curaduría del Herbario Farlow al próximo año. Durante la Depresión, su esposa falleció; y se enfrascó en investigaciones, y se ocupó del mantenimiento del Herbario. En 1939, Linder se casó de nuevo. Durante ese año, comenzó a hacer uso de la biblioteca con más facilidades para los estudiantes mediante la organización de un catálogo de fichas con sólo un pequeño grupo que lo ayudaba.
Hubo un aumento neto de 17.458 libros y revistas durante los 14 años de asociación entre David Linder y la Biblioteca Farlow. Luego ayudó a organizar los archivos de 2.335 botánicos.
Como investigador era conocido internacionalmente sobre todo por sus estudios sobre determinados grupos de hongos imperfectos. Linder falleció a los 48 años el 10 de noviembre de 1946, después de un ataque al corazón.

## Algunas publicaciones
- 1925. Observations on the life history of Helicodesmus. Am. J. of Botany 12: 259-269
- 1926. A new species of Araiospora from British Guiana. Mycologia 18 (4): 172-178
- 1926. The development of certain helicosporic fingi imperfecti in relation to environmental conditions and to classification. Ed. Harvard University
- 1929. A monograph of the helicosporous fungi imperfecti. Ann. of the Missouri Bot. Garden 16: 227-388, 17 figs. 20 tab.
- 1929. An ideal mounting medium for mycologists
- 1930. Notes on Tremellogaster surinamensis
- 1933. North American hyphomycetes. I. Two new Helicosporeae and the new genera Haplochalara and Paspalomyces. Mycologia 25: 342-348, 1 plancha
- 1934. The seventh century of the Reliquiae Farlowianae. J. of the Arnold Arboretum 15: 259-262, 1 plancha
- 1934. The genus Myxomycidium. Mycologia 26 (4): 332-343
- 1935. North American hyphomycetes II. New species and a new genus. Mycologia 26: 436-440, 1 plancha
- 1937. Mycological Society of America: The summer foray, September 3-5, 1936. 4 figs. 10 pp.
- 1937. New Venezuelan Fungi Imperfecti. Mycologia 29 (6): 656-664
- 1942. A contribution towards a monograph of the genus Oidium (Fungi Imperfecti). Lloydia 5 (3): 165-207, 7 pls.
- 1943. The genera Kickxella, Martensella and Coemansia. Farlowia 1: 49-77, 4 pls.
- 1943. A new species of Phyllactinia. Mycologia 35: 465-468, 5 figs.
- 1943. New species of Sphaeropsidales and Melanconiales. Mycologia 35 (5): 495-502, 1 fig.
- 1944. A new rust of orchids. Mycologia 36 (5): 464-468
- 1948. Fungi. Ex Botany of the Canadian Eastern Arctic. Part 2. Bulletin of the Nat. Mus. Can. 97: 234-397, 7 pls.

### Libros
- 1930. Botanical report of Liberia. Report of the Harvard-African Expedition upon the African Republic of Liberia and the Belgian Congo. Ed. Harvard University Press. 56 pp.
- 1933. The development of certain Helicospored fungi imperfecti in relation to environmental conditions and to classification. 98 pp.

## Honores
Fue miembro de numerosas Sociedades botánicas y micológicas, incluyendo la Sociedad Micológica de América, en calidad de su presidente de la Sociedad en 1940.
- La abreviatura «Linder» se emplea para indicar a David Hunt Linder como autoridad en la descripción y clasificación científica de los vegetales.[2]